# نوکاتی بی (آلاسکا)
نوکاتی بی (به انگلیسی: Naukati Bay) شهری در ناحیه سرشماری پرینس آو ویلز-هایدر ایالت آلاسکا است که جمعیت آن در سرشماری سال ۲۰۰۰ میلادی ۱۳۵ نفر بوده‌است.